# أوقستي كين
أوقستي كين (بالفرنسية: Auguste Cain)‏ هو نحات فرنسي، ولد في 10 نوفمبر 1821 في باريس في فرنسا، وتوفي بنفس المكان في 6 أغسطس 1894.

## معرض صور

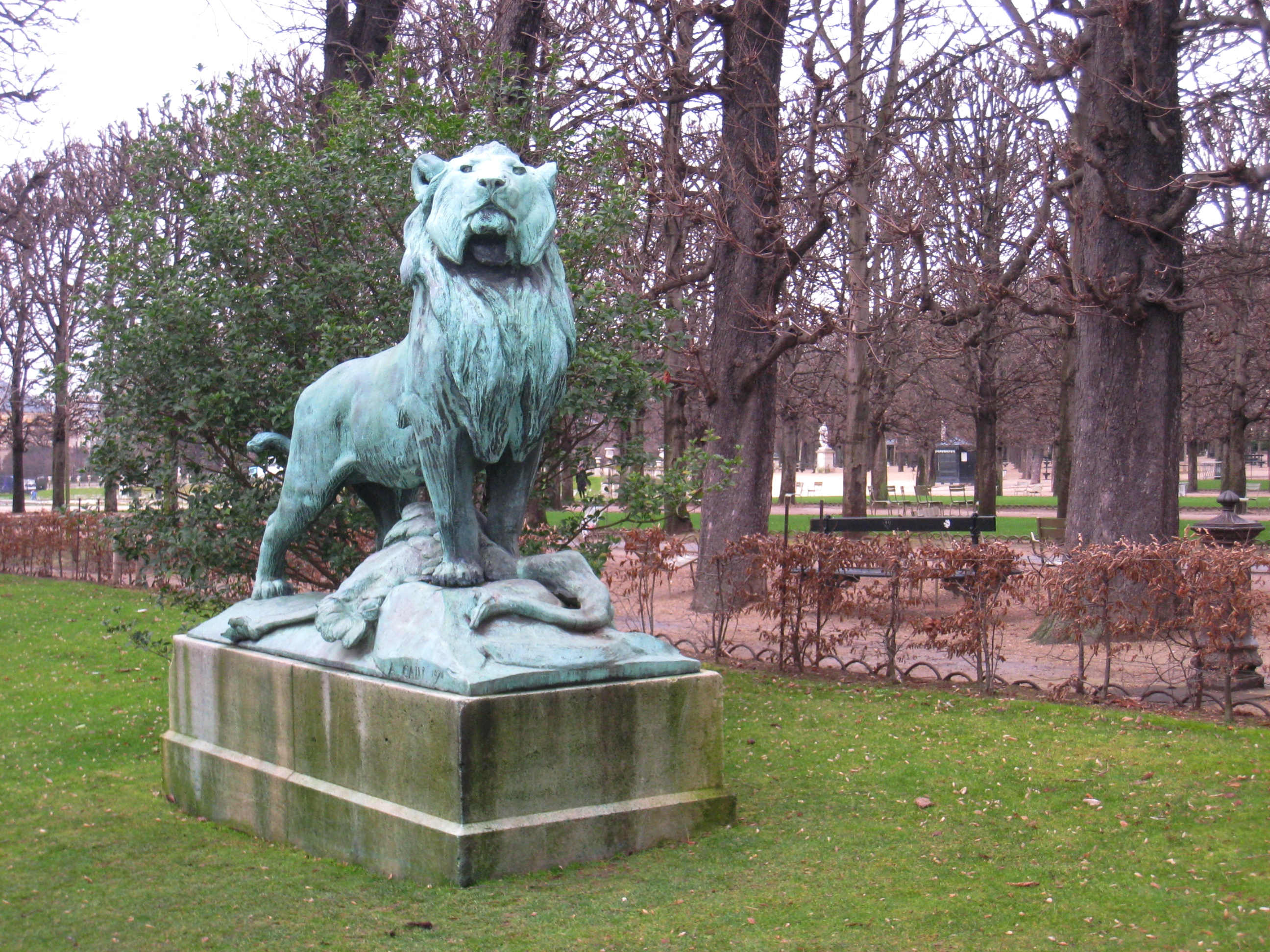
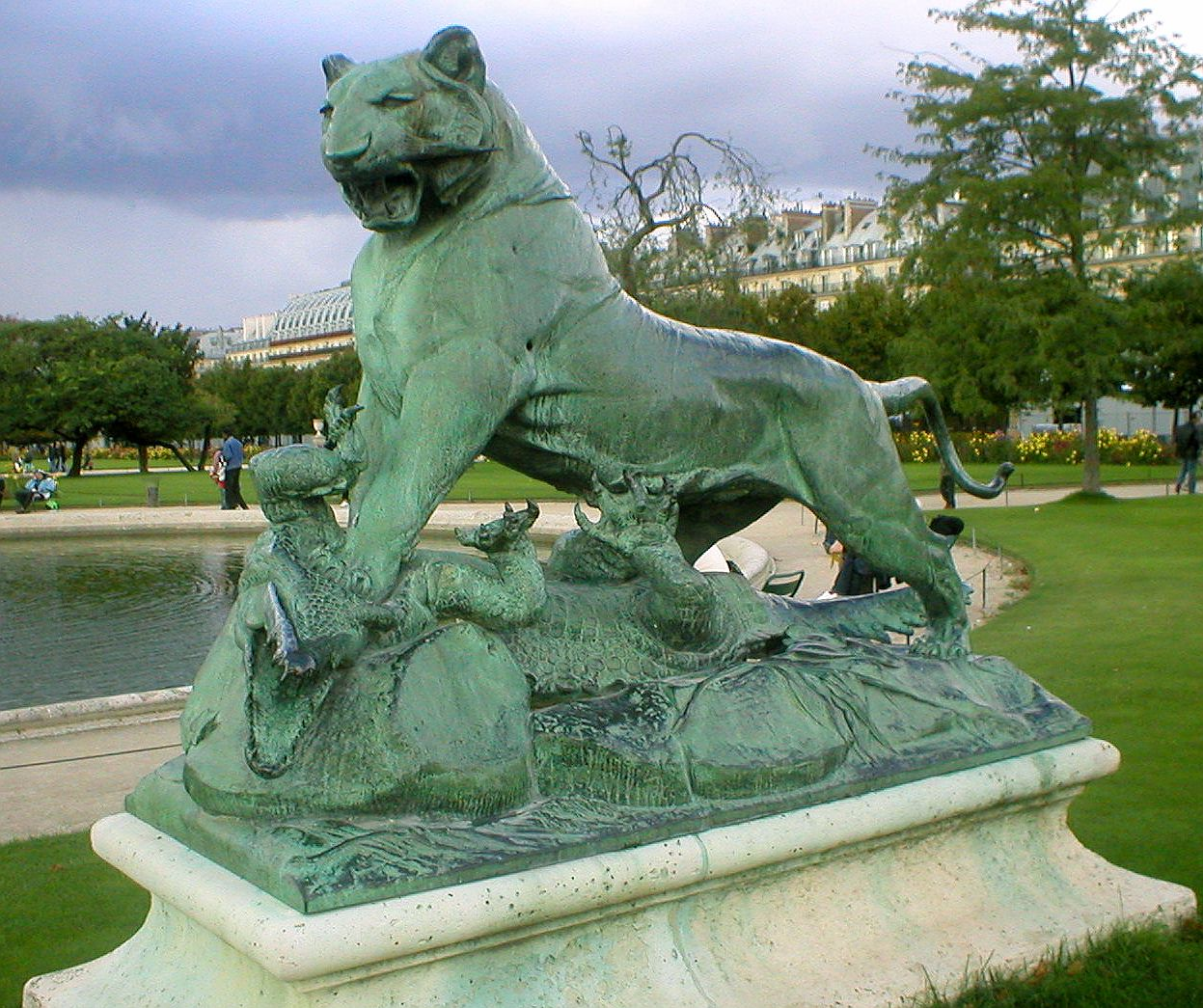
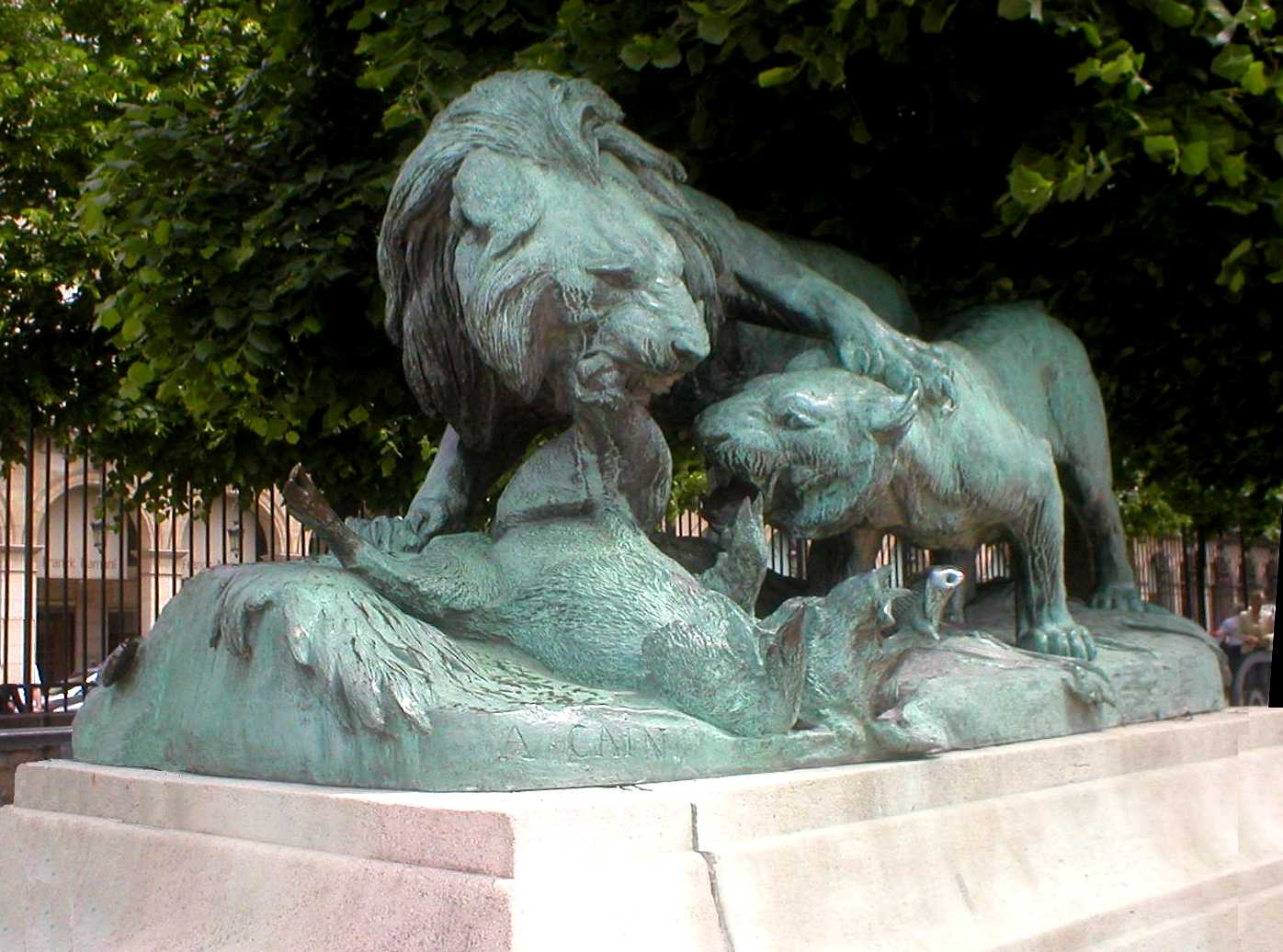